# Saúde auditiva
Saúde auditiva refere-se aos aspectos de cuidado do sistema auditivo e à preservação da capacidade de ouvir, essencial para a comunicação e a qualidade de vida. A saúde auditiva abrange tanto a prevenção quanto o tratamento de problemas auditivos, que podem incluir desde a perda auditiva leve até condições mais graves, como a surdez. De acordo com a Organização Mundial da Saúde (OMS), cerca de 1,5 bilhão de pessoas no mundo convivem com alguma perda auditiva, sendo que 430 milhões necessitam de cuidados auditivos imediatos para evitar complicações mais graves.
A perda auditiva pode ocorrer por diversos fatores, incluindo causas congênitas, infecções, exposição a ruídos intensos, uso de medicamentos ototóxicos e envelhecimento. Essa condição afeta tanto o desenvolvimento de habilidades comunicativas quanto o desempenho educacional e a interação social, especialmente em crianças e idosos. A prevenção da perda auditiva é fundamental, com iniciativas como campanhas de imunização contra doença infectocontagiosas e conscientização sobre a importância da proteção auditiva em ambientes ruidosos.
O tratamento da perda auditiva varia conforme a gravidade e pode incluir o uso de aparelhos auditivos, implantes cocleares e terapias de reabilitação. Além disso, a acessibilidade a serviços de saúde auditiva, especialmente em países de baixa e média renda, ainda é um desafio. A OMS destaca a importância de políticas públicas para melhorar o acesso a cuidados auditivos, propondo programas de triagem auditiva, educação comunitária e financiamento adequado para tecnologias auditivas.